# 志自岐羽黒神社
志自岐羽黒神社（しじきはぐろじんじゃ）は、長崎県南松浦郡新上五島町岩瀬浦郷に鎮座する神社である。奈良尾東掛（奈良尾、岩瀬浦、東神の浦、鯛の浦、阿瀬津、太田）の産土神として崇敬された。

## 祭神

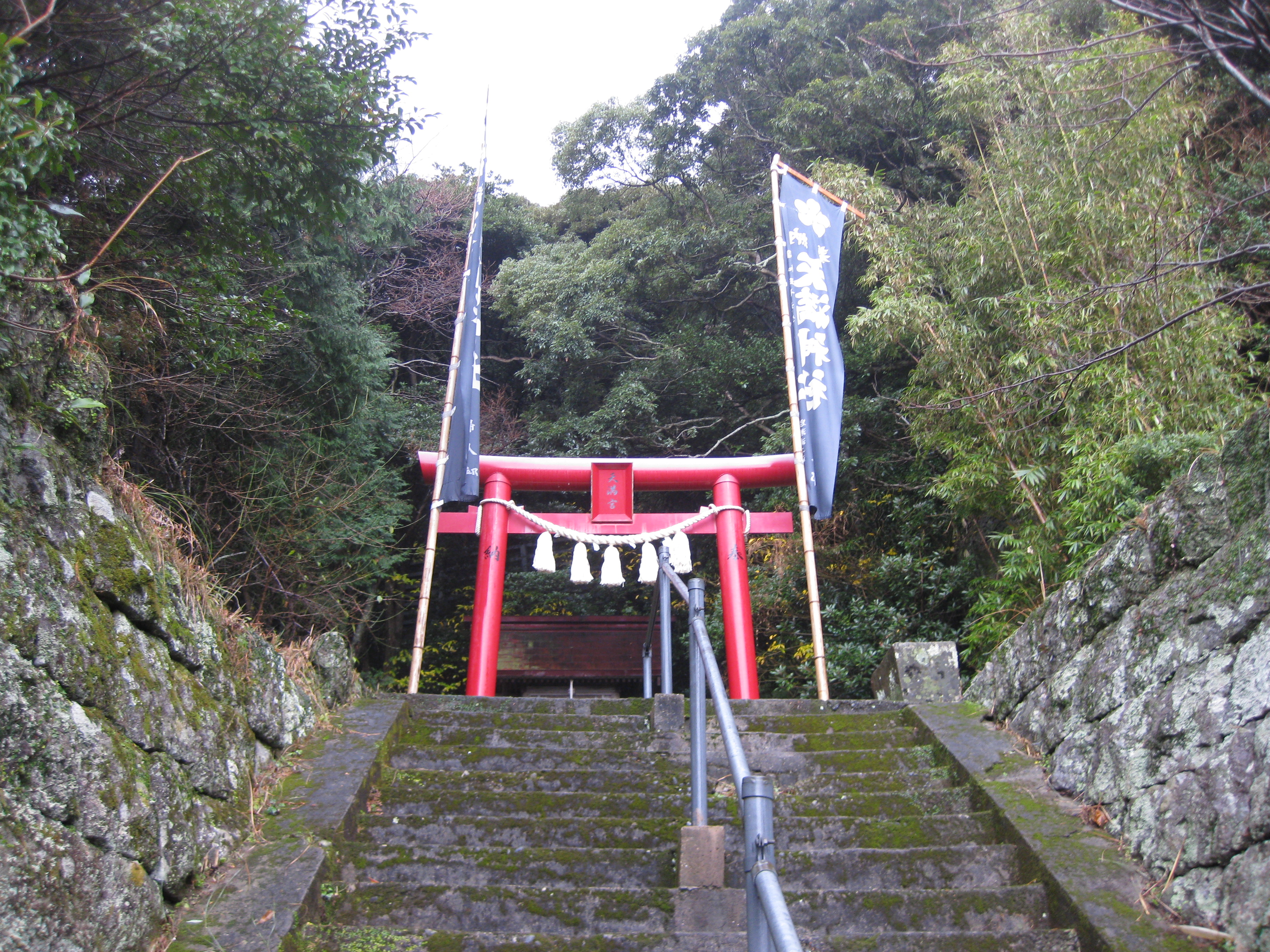
天満神社

倉稲玉命、十城別王命を主祭神に、菅原道真、天穂日大神の2柱を配祀する。
配祀神の菅原道真と天穂日大神は、近年社殿が倒壊した同郷の天満神社の祭神であり、その際合祀されたと思われる。

## 歴史
創建年は不詳だが当初『羽黒権現宮』と称していた。社殿棟札や社記には「再建立年 貞享甲子（1684年）九月」とあり、五島藩藩主の祈願所として再建されたとある。その経緯より歴代藩主の江戸参勤等の入出府には旅の安全や航海安全の祈願を行っており、その際には7番から12番の神楽舞も奉納された。また、当社には当時の藩主による祈願文も残されている。文久4年（1864年）の社殿改築の際は全てを藩費で賄い、陣頭指揮には藩の寺社奉行、代官を出張させこれに当たらせた。明治3年（1870年）に「志自岐羽黒神社」に改称し、翌年に村社に列せられる。同43年（1910年）6月25日に、郷内の尾崎神社、稲荷神社、恵比須神社、立岩神社、羽黒神社を合祀する。大正3年（1914年）5月5日に神饌幣帛料供進神社に指定され、同11年（1922年）9月12日、郷社に列せられる。
なお、尾崎神社（祭神・櫛稲田姫）はその後、旧来の鎮座地に複祀されている。

## 祭祀
主な祭礼・神事
- 例大祭（10月9日）

## 境内社
- 金刀比羅神社

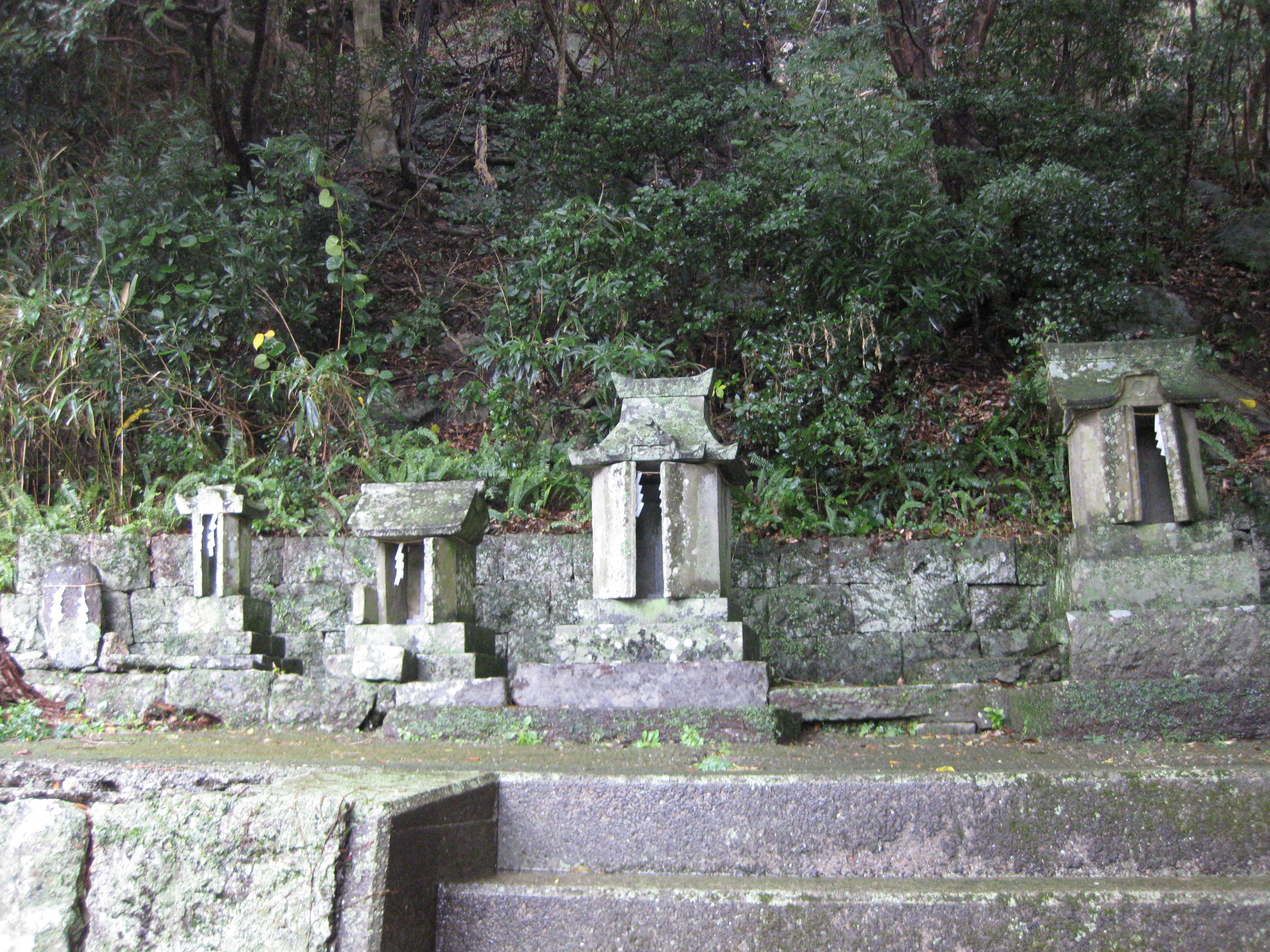
境内社の大神・稲荷・金刀比羅、八坂神社

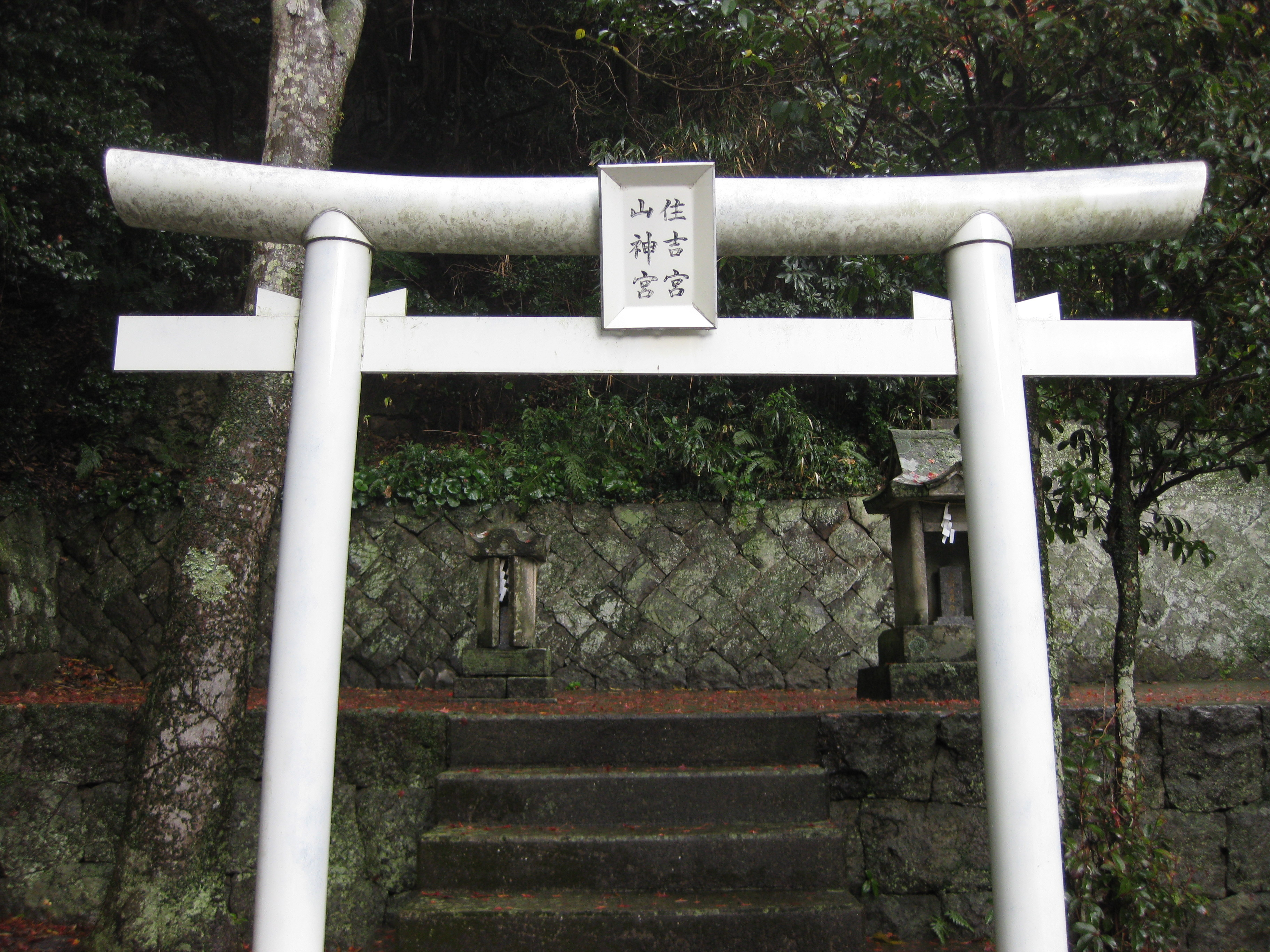
住吉、山神神社

- 大神神社　※新上五島町内で唯一の大神神社であり、大物主神を祀る。
- 稲荷神社
- 八坂神社
- 住吉神社　※町内で唯一の住吉神社であり、住吉三神の内、上筒之男を祀る。
- 山神神社
- 恵比寿神社

## その他の神社
その他の岩瀬浦郷の神社に尾崎神社、金刀比羅神社がある。
また、隣接する奈良尾郷に奈良尾神社が、東神ノ浦郷に大王神社がある。

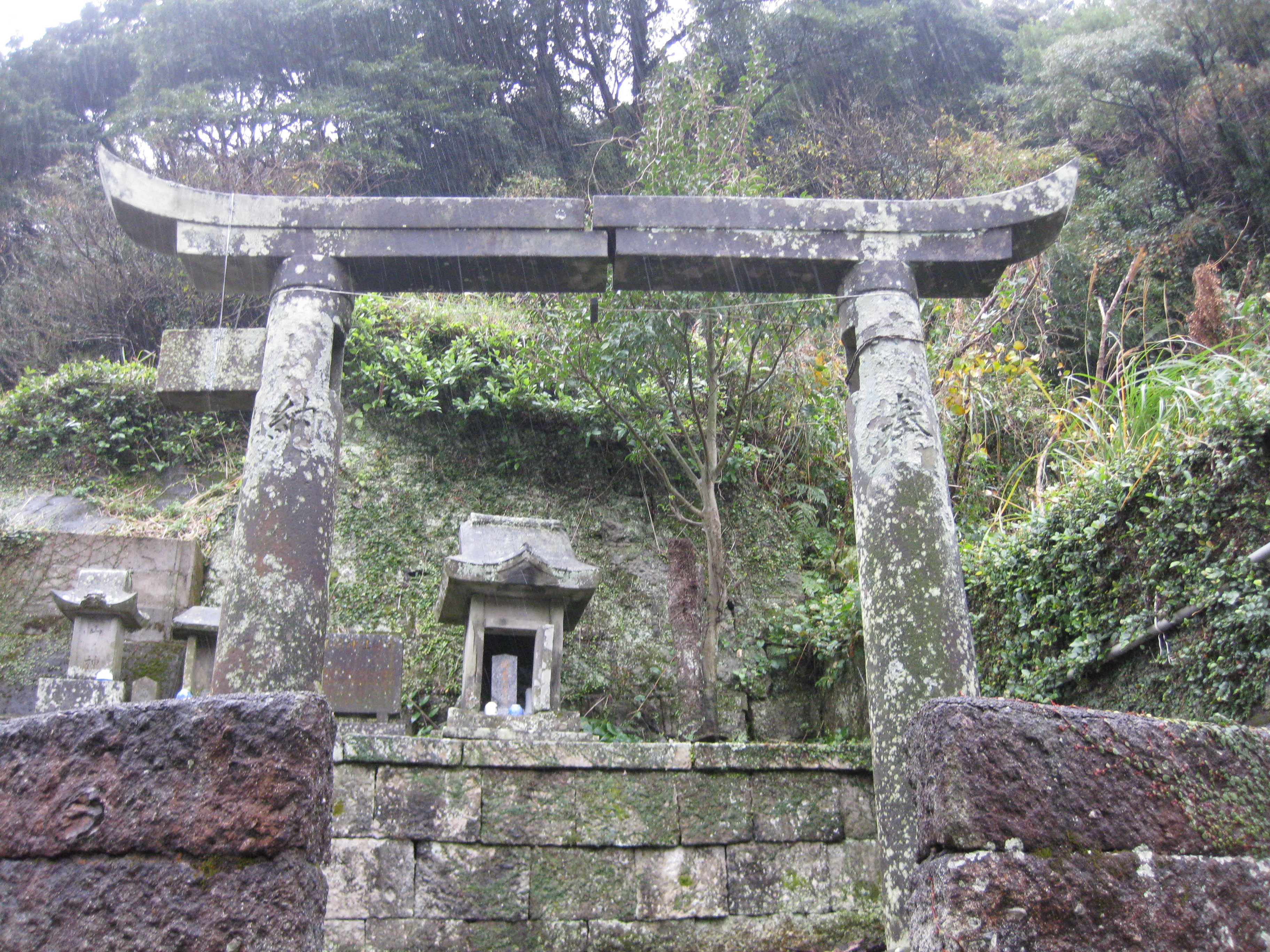
尾崎神社
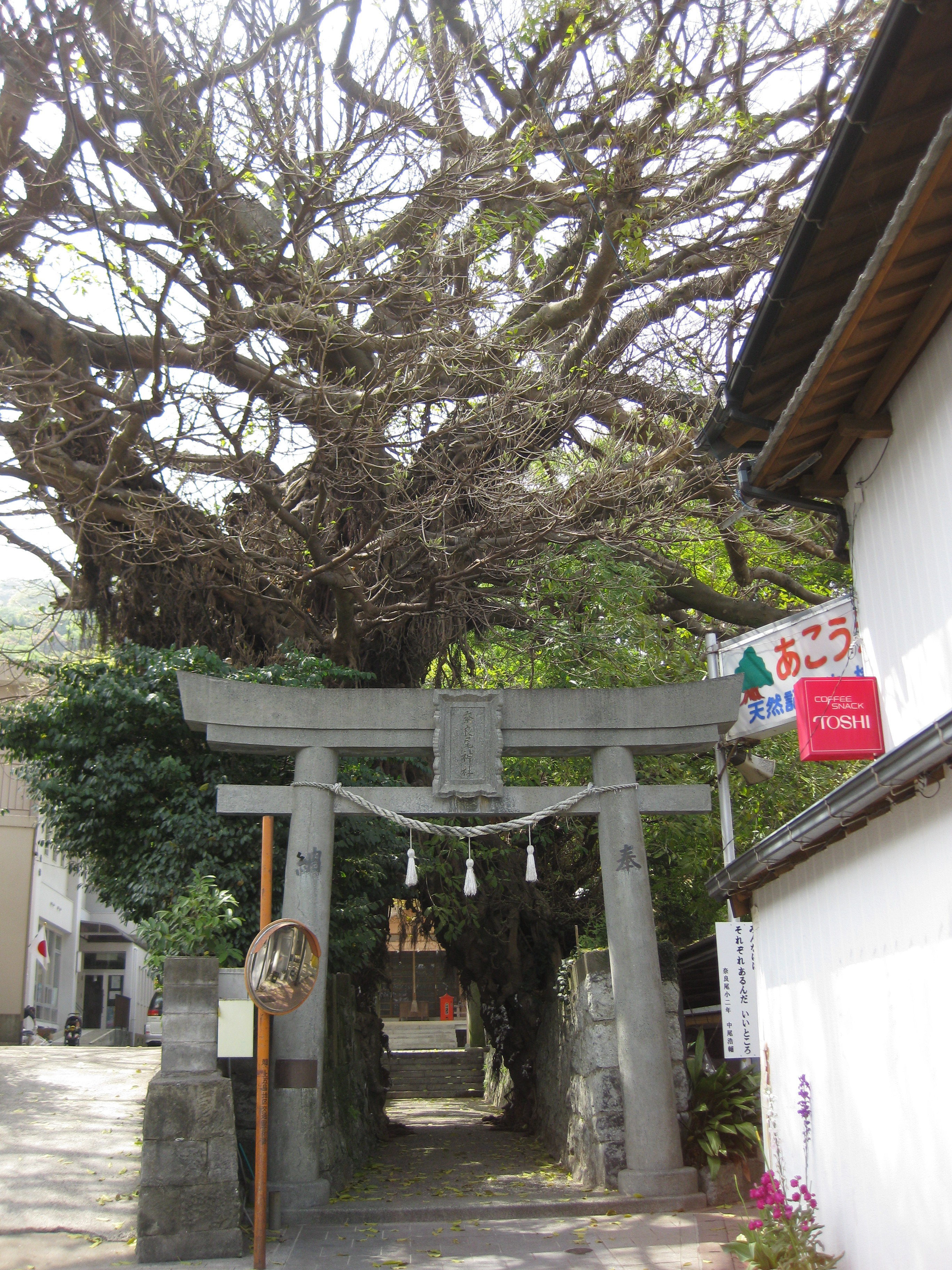
奈良尾神社（奈良尾郷）
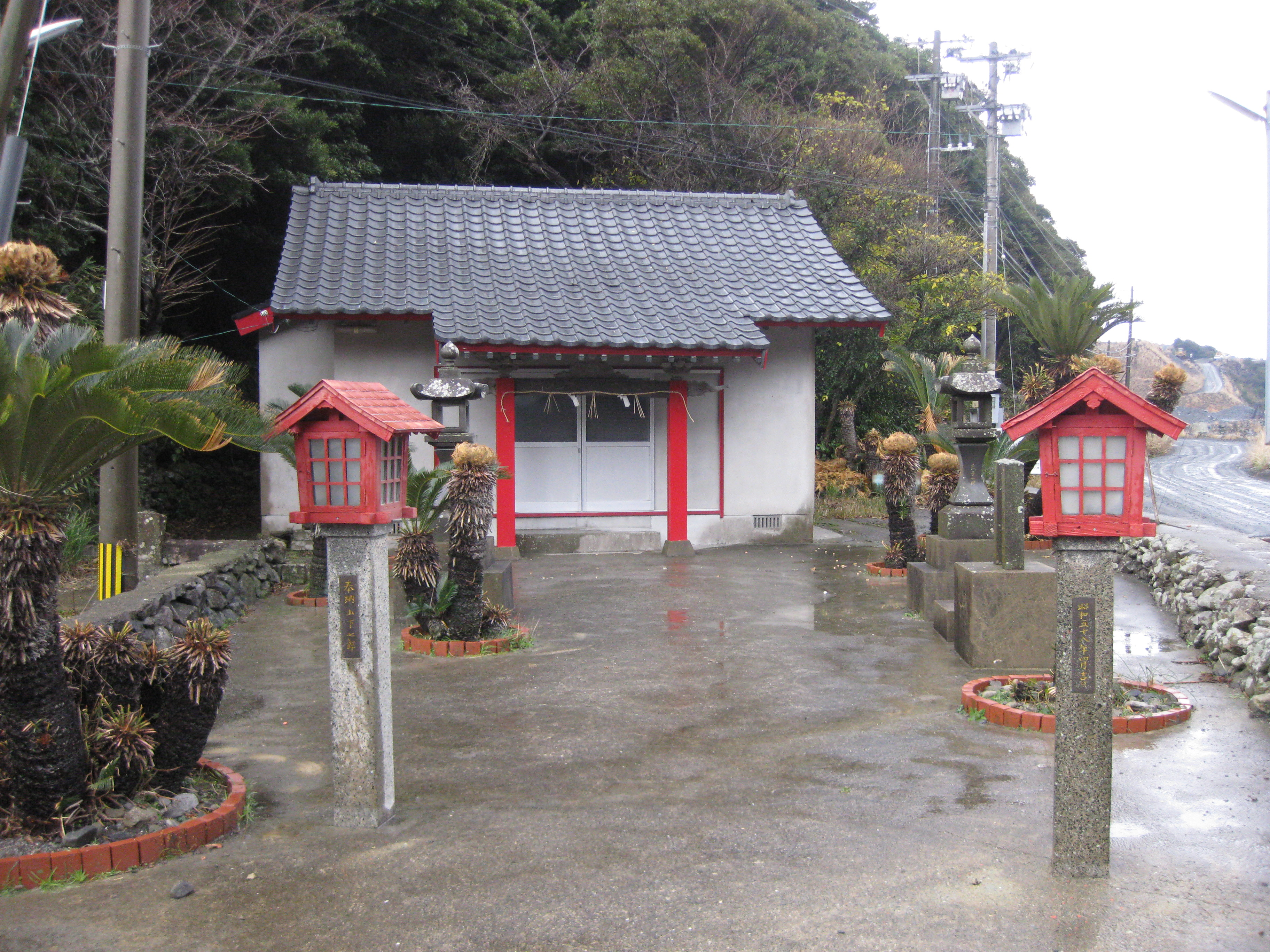
大王神社（東神ノ浦郷）